# Uwe Heuck
Uwe Heuck (vollständiger Name: Uwe Günther Heuck; * 4. August 1947 in Wernigerode) ist ein deutscher Chemiker und Kommunalpolitiker.

## Leben
Uwe Heuck ist Diplom-Chemiker und lebt in Wernigerode. Nach dem Abitur am Gerhart-Hauptmann-Gymnasium in Wernigerode erlernte er zunächst den Beruf des Werkzeugmachers. Von 1966 bis 1971 folgte ein Chemiestudium an der Karl-Marx-Universität Leipzig. 1974 promovierte er zum Dr. rer. nat. an der Akademie der Wissenschaften der DDR in Ost-Berlin mit der Dissertation Katalytische und thermische Cyclisierungen ungesättigter Stickstoffverbindungen.
Von 1990 bis 1994 war er ehrenamtlicher Landrat des Landkreises Wernigerode. In dieser Zeit erwarb er sich besonders Verdienste beim Aufbau der Kreisverwaltung und bei der Neuordnung der Kirchenprovinz Sachsen. 1990 wurde er mit dem Aufbau des Gewerbeaufsichtsamtes in Halberstadt, heute Dezernat 53 Gewerbeaufsicht Ost/West, Standort Halberstadt, des Landesamtes für Verbraucherschutz Sachsen-Anhalt, beauftragt, dessen Leitung er bis zum Eintritt in den Ruhestand mit Ablauf des 31. August 2012 innehatte.

## Ehrungen
- Für sein langjähriges ehrenamtliches Engagement wurde er am 11. April 2012 mit dem Bundesverdienstkreuz am Bande geehrt. Der Ministerpräsident von Sachsen-Anhalt, Reiner Haseloff, würdigte ihn bei der Preisverleihung mit den Worten: „In Ihrer Persönlichkeit vereinigen sich Sachbezogenheit, Organisationstalent, Ideenreichtum und menschliches Einfühlungsvermögen“.[4]
- Eintragung in das „Goldene Buch der Stadt Wernigerode“ am 10. Mai 2012.[5]
- Verleihung des Wernigeröder Bürgerpreises 2012 am 22. Dezember 2012.[6]